# 不凍液

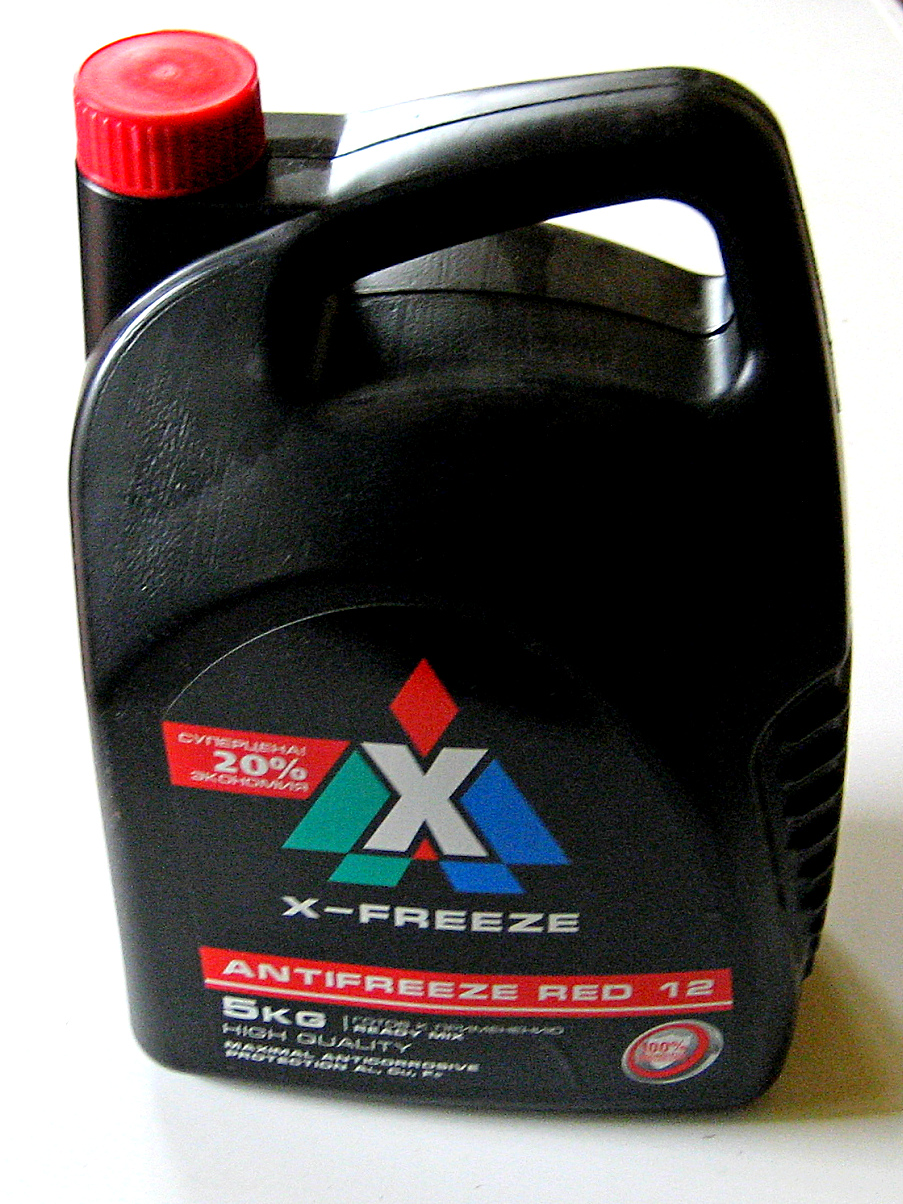
不凍液

不凍液（ふとうえき）とは、水冷エンジンや住宅の暖房ヒーターの一部などの内部を循環する冷却水の一種で、冬期（寒冷地）において凍結しないように作られた液体のことである。この他、恒常的に氷点下の低温を扱う冷凍機械に利用される場合もある。
日本において「クーラント」という語は不凍液を指すことが多いが、英語圏で不凍液を指す場合はAntifreezeと称するのが一般的である。

## 概説
冷却水が凍結すると、ラジエーター内の細管が破裂してしまう。例えば真水は、摂氏0度以下になると凍結し始め氷となる。真水が固体化すると体積が膨張してしまうため、真水を用いるとラジエーターなどの破裂につながる。よって、摂氏0度以下になる寒冷地では、冷却水に真水を使用することは適さない。そこで、この冷却水を低温でも液体の状態を保つような、凝固点の低い不凍液に置き換えておく必要がある。
主成分はエチレングリコール（欧州車向けはプロピレングリコール）であり、濃度によって耐低温性能を調節できる。エンジン用の不凍液は、錆を防ぐ防食剤や冷却効率を高める消泡剤など、他の機能を発揮する成分が含まれていることから、2〜3年程度を目安に定期交換することが一般的であったが、近年は新車時から10年間交換不要とするタイプに置き換わってきている。なおエチレングリコールは毒性があることから、交換した廃液を河川や下水に流すことは禁物である（一部では毒性のないグリセリンも使用される）。
寒冷地仕様車では、新車段階から高濃度不凍液を充填しており、寒冷地での使用に適正化させている。
エンジンの場合も暖房の場合も、濃度管理は適切に行う必要がある。エンジンでは濃度が高すぎると、高負荷時にオーバーヒートの原因になる。暖房でも、循環液を補充する際は、濃度が濃くなりすぎないように調整する必要がある。逆に精製水で薄めてしまうと、凍結や性能低下の原因になるため、説明書にしたがって補充することが好ましい。
ただし、濃度が低い方が熱伝導率は高いため、夏は濃度を低めてエンジンに使用するユーザーもいる。また、業務使用で事業用ナンバープレートをつけた営業車の場合、車検・点検の間隔が短く、交換サイクルも短いことが前提となっている場合は、交換時に不凍液を入れた後は、次回の交換まで精製水のみを補充していることが多々ある。
アンモニア吸収冷凍機は早期に実用化された形式だが、フロンガスの環境規制以後、冷媒使用量も大きい業務用冷凍機では再評価されてきている。一方、アンモニアは強い悪臭をともなう毒劇物であるため、漏洩事故に備えて冷凍機本体から別の場所へ不凍液などで冷熱を循環させる間接式が採用されることがある。過去には零下20℃程度でも凍らないブライン（濃塩水）が利用されたが、塩分は機器の腐蝕の原因になるため現在では自動車用などと同じくグリコール溶液が主に使用される。しかし冷凍機械の方面では慣習的に不凍液をブラインと呼ぶことがある。

## 不凍液の色
エチレングリコール自体は無色であるが、市販の不凍液には誤飲防止用および不凍液確認用に着色剤によって色がつけられている。その色は製品によって異なるが、自動車用の不凍液を例にすると、日本車では主に赤と緑のものが用いられており、他にも薄い青やピンク、黄などもある。これは製造するメーカーの違いや不凍液を使用する機材の違いなどの理由により色が異なっているもので、この色の違いが不凍液の性能を示しているものではない。
色が違うものを混用すると色の組み合わせによっては、ラジエーターや冷却水経路の異常と誤認しかねないため、通常は純正と同じ色のもので補充・交換するのが望ましいが、メンテナンスの都合（例：自社局の営業所内で整備する場合に、複数のメーカーの車種を保有しているが、油脂・液体類は単一メーカーのもので揃えている場合）で、他メーカーの純正やその相当品、あるいは性能面の都合で社外品を用いて、結果的に色が変わる交換を行う場合は、初回にラジエーターや冷却水経路内をよく洗浄した上で交換する必要がある。

## 高性能不凍液
なお、LLCを発展させたスーパーLLCがトヨタ自動車と本田技研工業で出されており、前者はスーパーロングライフクーラントであり色をピンク色に変更して、後者はウルトラeクーラントで色は青色に変更。寿命も延び、前者は7年16万キロ、後者は11年20万キロ交換不要。現在のトヨタ車、ホンダ車は新車から充填されており、従来の赤・緑色の普通のLLCに入れ替えることは厳禁である（水漏れや錆びなどの不具合が発生するため）。
しかし、従来のトヨタ車、ホンダ車の普通のLLCから両銘柄（トヨタ車はスーパーロングライフクーラント、ホンダ車はウルトラeクーラント）に入れ替えることについては問題ない。ただしトヨタの場合は完全に抜ききる必要があり、ホンダの場合も寿命の面からやはり完全に抜き切ってから入れる方がよいことは明らかである。
なお、トヨタとホンダ以外のメーカーも後に追随してスーパーLLCを発売しているが、このうちマツダは普通のLLCとスーパーLLCで色が同一（緑）であり混用に注意が必要だが普通のLLCの使用にも対応する車種も多い（スーパーLLCが標準の車種ではラジエーターキャップにFL22の表記がある）。また、社外品（サードパーティ）の製品では、長寿命化の他に耐電蝕性能を高めたものもある。

## JIS
日本産業規格（JIS） では、JIS K 2234 不凍液（Engine antifreeze coolants）で標準化されている。1種と2種が規格化されている。
| 種類          | 記号 | 使用期間         |
| ------------- | ---- | ---------------- |
| 1種 (Class 1) | AF   | 「一冬」         |
| 2種 (Class 2) | LLC  | 「年間を通して」 |

※この「AF」と「LLC」は公式に何であるかを定められていないが、AFは規格名称から antifreeze、LLC は「11 表示」にて「2種またはLLC（ロングライフクーラントと記載しても可）」とあることから long life coolant と考えられている。